# Vanneau huppé
Vanellus vanellus
Pour les articles homonymes, voir Huppe (homonymie).
Espèce
Statut de conservation UICN

 NT A2abce+3bce+4abce : Quasi menacé
Répartition géographique
- nidification
- habitat permanent
- zone d'hivernage

Le Vanneau huppé (Vanellus vanellus) est une espèce d'oiseaux limicoles vivant souvent en bandes, commun en Europe et dans toute l'écozone paléarctique.

## Description
Le vanneau huppé mesure 28 à 31 cm pour une envergure de 82 à 87 cm. Il pèse entre 128 et 330 g.
Il présente une longue huppe noire effilée caractéristique, des parties supérieures à reflets verts et des sous-caudales orange. Son ventre blanc fait ressortir la couleur rose de ses pattes, très fines et courtes. Ses ailes larges et arrondies sont sombres dessus et blanches dessous. Leur battement rapide produit un son très particulier, qui rappelle le bruit que fait le van (sorte de grand tamis) dans les mains du vanneur, d'où son nom de vanneau.

## Répartition et habitat
Il est largement répandu dans le centre de l'Asie et en Europe où il s'étend de la péninsule Ibérique au nord de la Scandinavie. Surtout migrateur, il hiverne au sud de son aire de reproduction, jusqu'en Afrique du Nord. En France, on l'observe en hiver, en colonies très nombreuses, dans les régions maritimes.
Il est typique des terrains découverts : marais d'eau douce ou salée (vasières), prairies et champs cultivés.

### Migration
S'il niche en colonies éparses dans les champs ou les landes de l'Europe entière, le vanneau huppé adopte un comportement plus grégaire le reste de l'année. En hiver, on l'observe souvent en grand nombre, s'abritant au creux des sillons tracés par les machines agricoles. Sensibles au froid, les vanneaux huppés d'Europe continentale et nordique se réunissent en troupes compactes dès la fin du mois de juillet afin de rejoindre des régions au climat plus doux. Ils migrent vers le sud et l'ouest de l'Europe.

## Régime alimentaire
L'alimentation quotidienne du vanneau huppé varie peu selon la région. Elle se compose d'insectes, d'araignées et de vers de terre. Il tapote souvent le sol pour faire réagir ses proies avant de les saisir avec précision.

## Reproduction
Le vanneau huppé niche au sol, le plus souvent en prairie humide. Dès la fin mars et jusqu'au mois de mai, la femelle se consacre à la couvaison. Elle pond ses œufs (quatre généralement) dans une cavité au sol aménagée par le mâle durant la parade nuptiale. Si sa ponte est détruite, la femelle peut la renouveler jusqu'à cinq fois de suite. L'incubation peut durer près de 30 jours. Les juvéniles quittent le nid quelques heures après leur éclosion (comportement nidifuge) et volent au bout de cinq semaines.

Images de Vanneau huppé
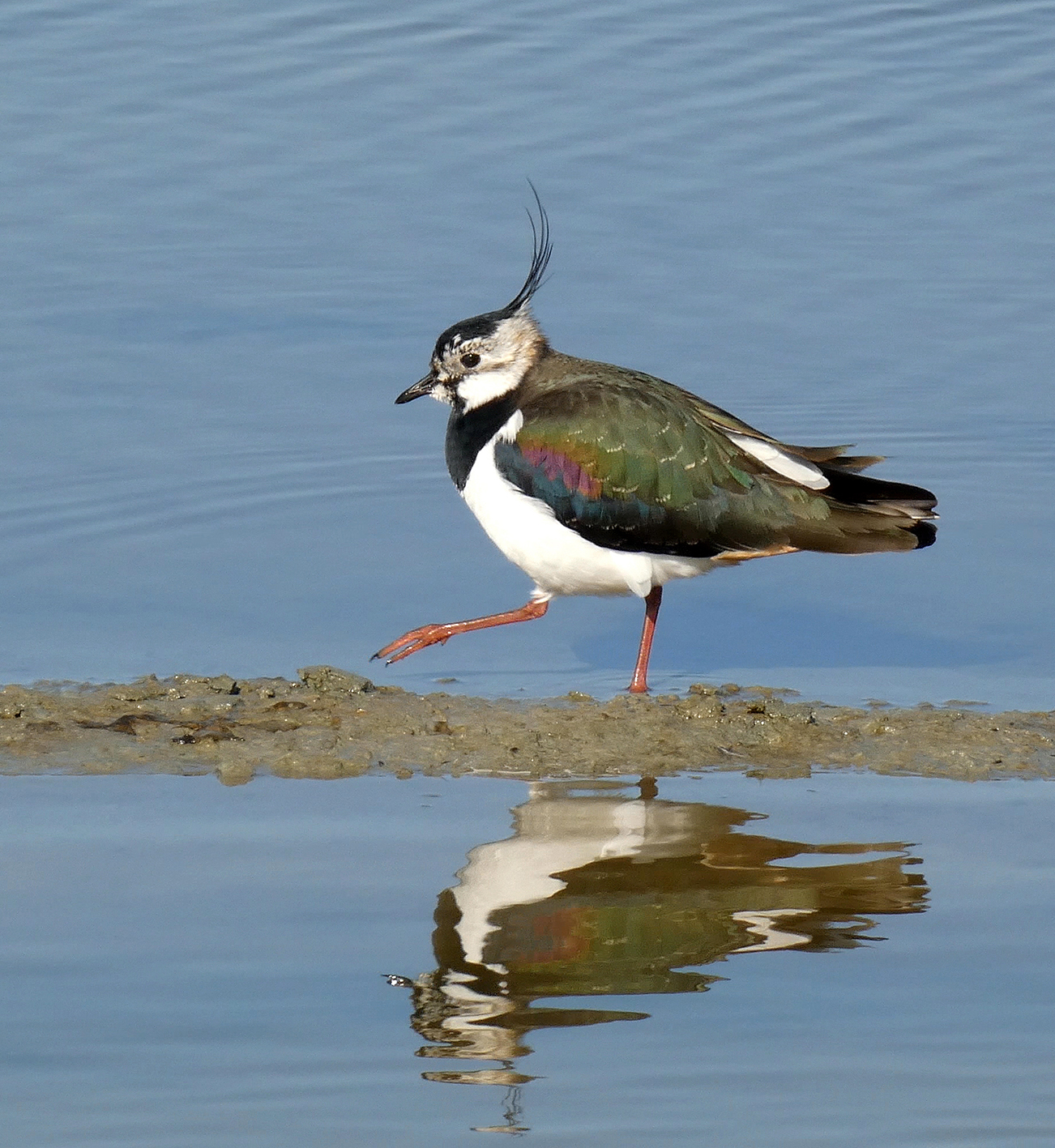
Vanneau huppé, Marais salants de Guérande.
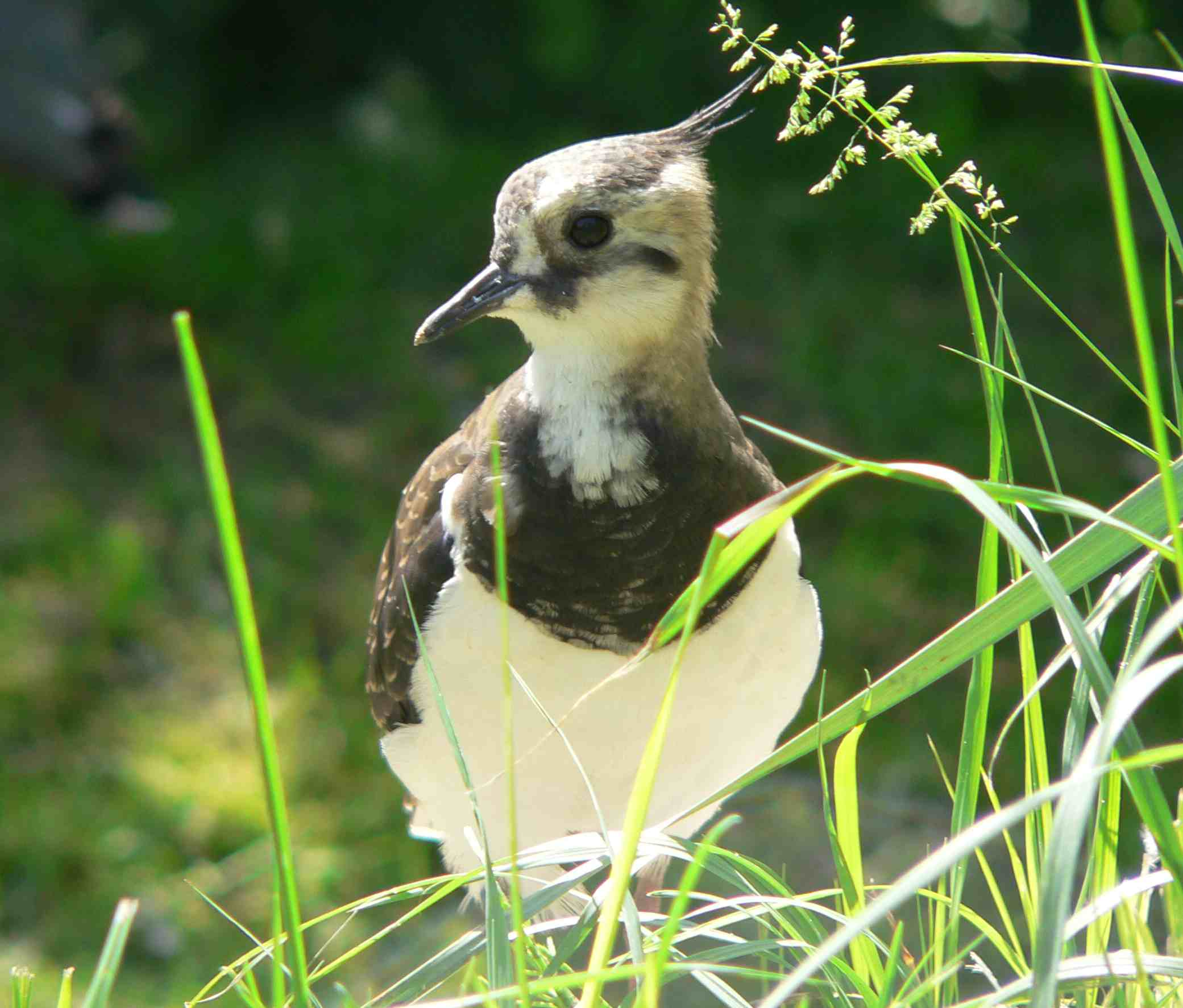
Vanneau huppé.
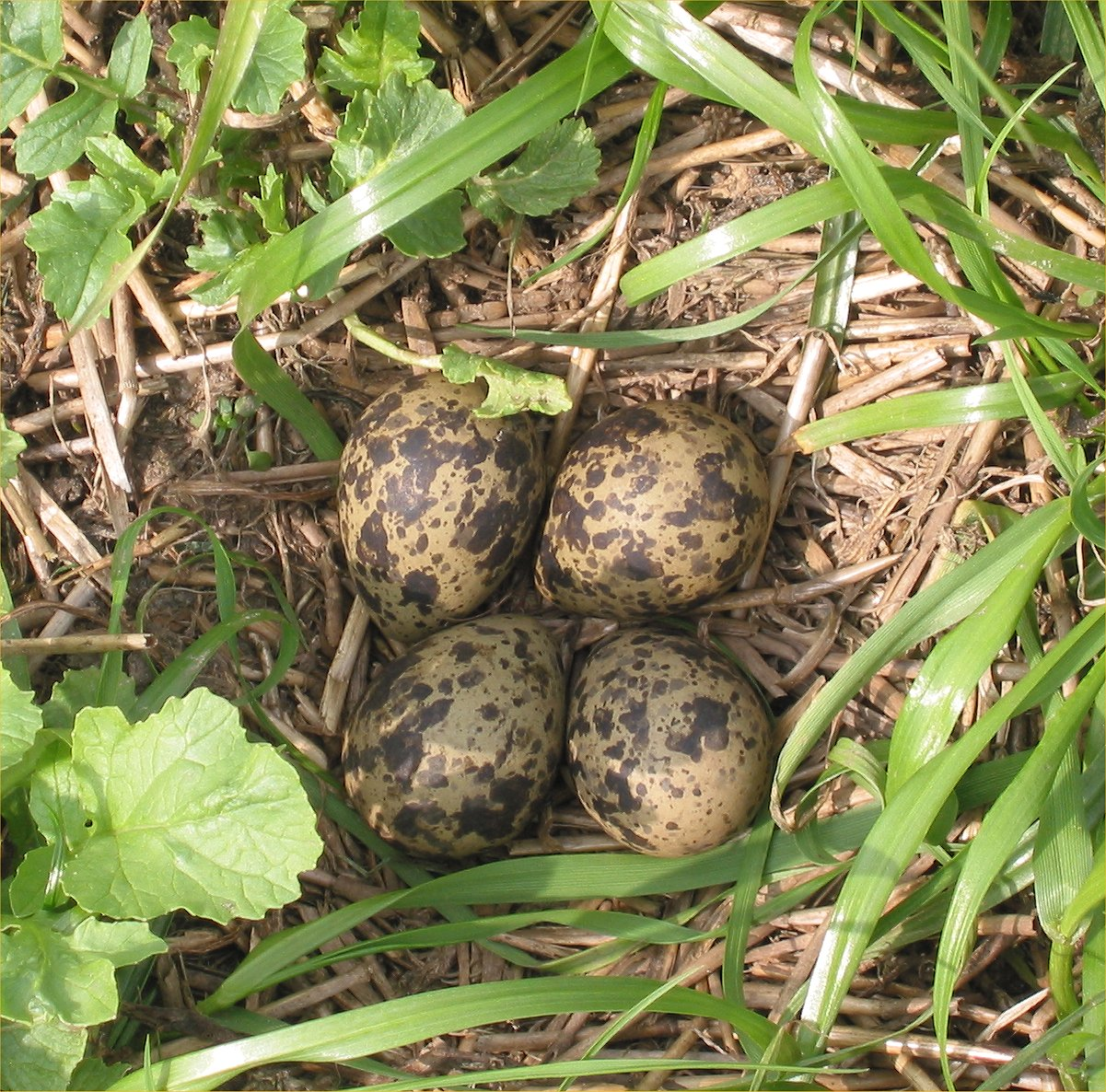
Nid et œufs.
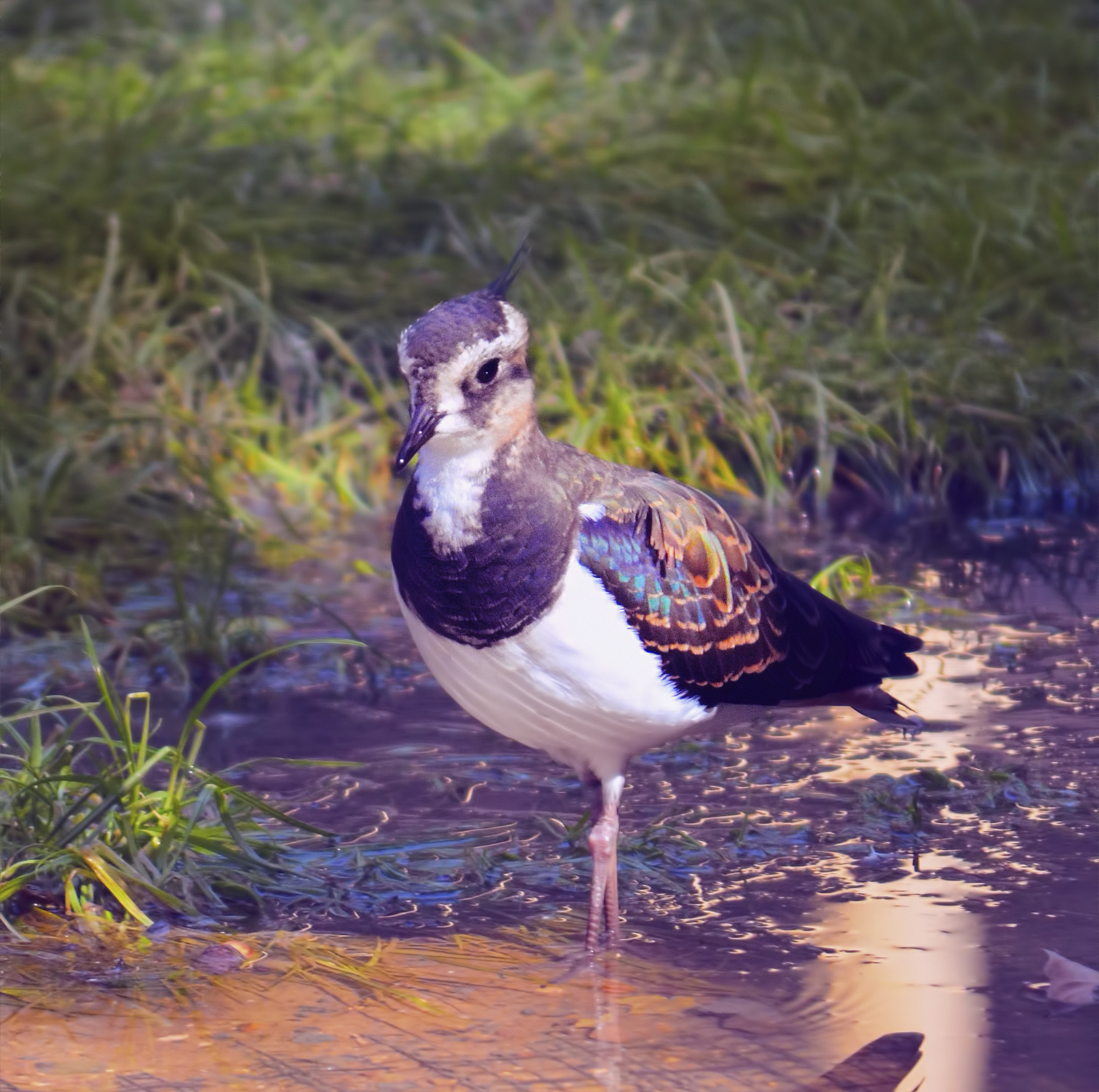
Vanneau huppé.
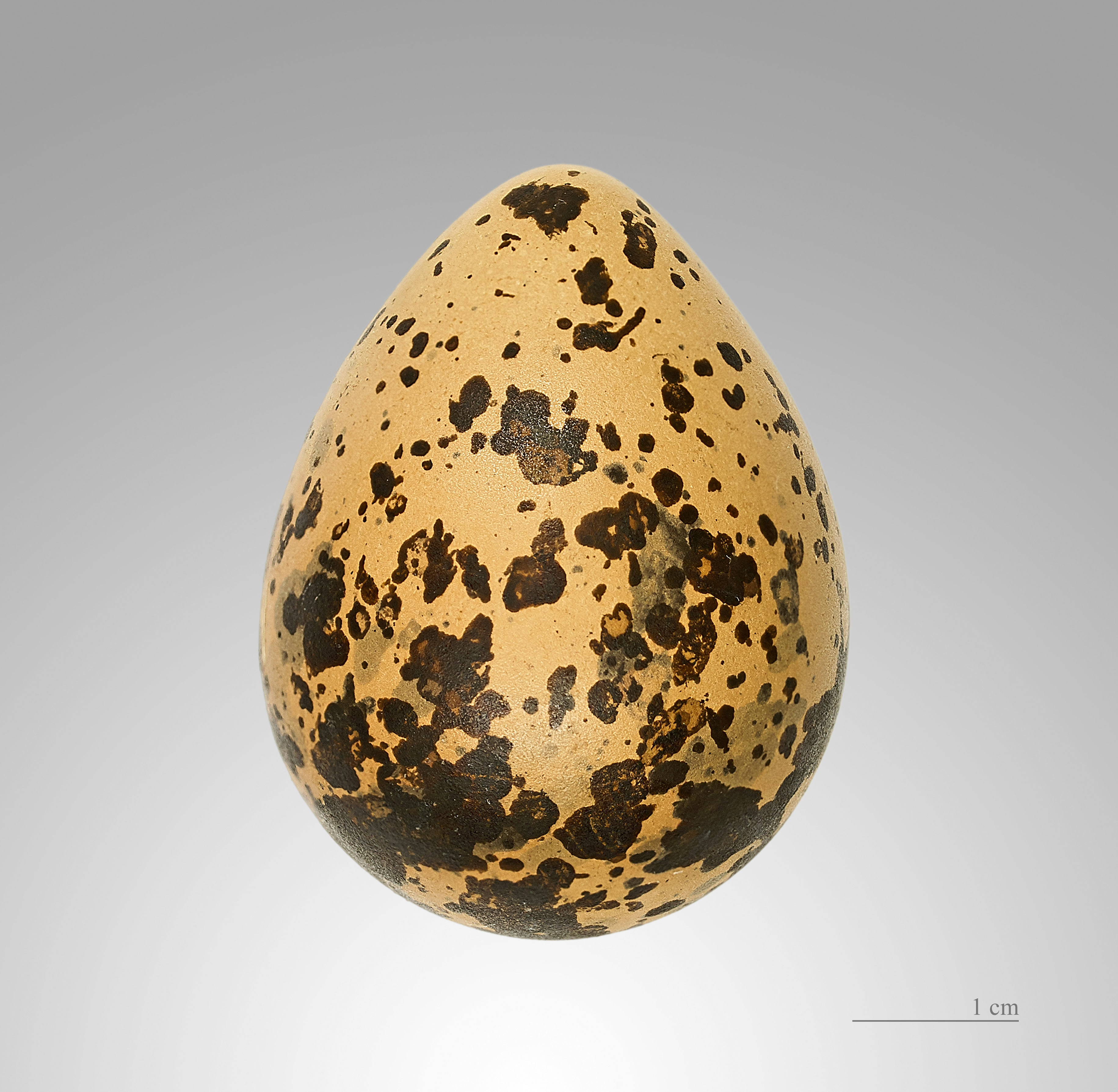
Œuf de Vanneau huppé au Muséum de Toulouse.